# 清原奈侑

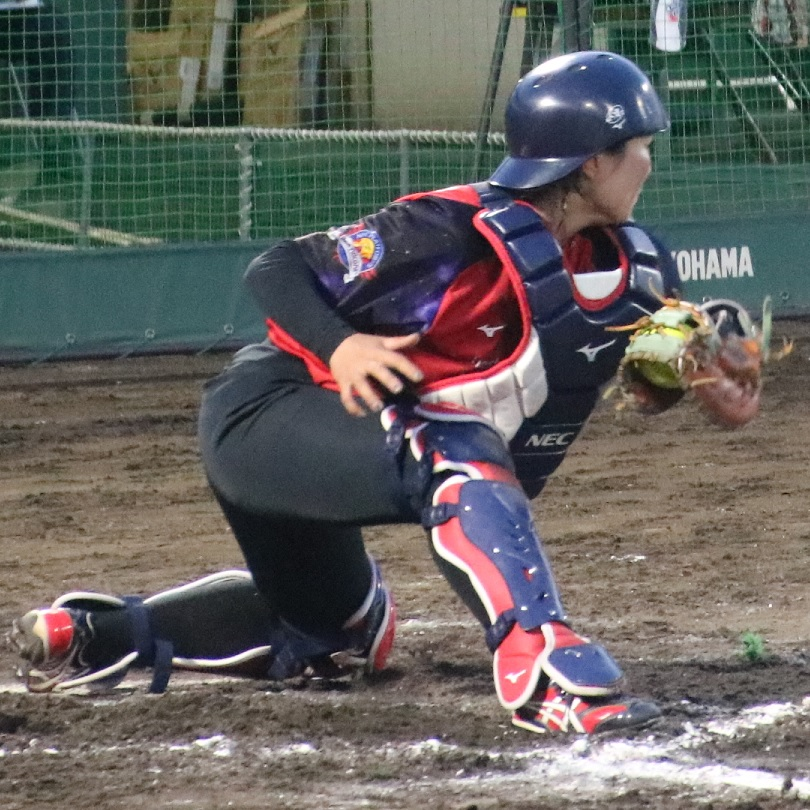
NECレッドファルコンズ移籍後 (2024年)

清原 奈侑（きよはら なゆ、1991年5月1日 - ）は、大阪府大阪市出身の女子ソフトボール選手（捕手）・指導者。NECプラットフォームズレッドファルコンズ所属。元ソフトボール日本代表。2021年開催の東京オリンピック金メダリスト。

## 経歴
兄の影響で小学1年生の時に野球を始め、大阪市立梅南中学校進学後にソフトボールに転向。当初は投手をやっていたが、本人の希望で京都西山高等学校進学後に捕手となった。高校2年生の時にインターハイ優勝を経験。園田学園女子大学2年生・3年生の時にインカレを2連覇した。
大学卒業後の2014年に日立に入団すると、ルーキーイヤーから正捕手に定着。2018年にベストナイン賞（捕手）を受賞。2019年から2021年まで主将を務めた。2021年、ソフトボール日本代表として東京オリンピックに出場し、金メダル獲得に貢献。同年、紫綬褒章受章。2022年からコーチ兼任となる。同シーズンの終了をもって現役引退。
引退後の2023年、引き続き日立サンディーバでコーチを務めていたが、主力捕手の相次ぐ負傷によりシーズン後半戦から急遽選手登録を行った。しかし実際に試合には出場していない。
2024年、NECプラットフォームズレッドファルコンズに移籍。

## 選手としての特徴
巧みなインサイドワークと度胸の良さが持ち味。洞察力に優れ、相手打者の意表を突くような配球を得意としている。投手の能力を最大限に引き出すための豊かな発想力や実績を日本代表監督の宇津木麗華に評価され、東京オリンピックのメンバーに選出された。
野村克也の著書『野村ノート』を愛読しており、同氏の指導を受けた古田敦也や矢野燿大の現役時代のリードを参考にしている。打者との駆け引きの中で、バッターに聞こえるような声掛け（ささやき戦術）なども実践していた。
打撃にはあまり自信がないと言うが、2018年には打率.373をマークした。チャンスで打つことを意識し、つなぐバッティングを心掛けている。

## 人物・エピソード
在日韓国人4世として生まれた。韓国代表からも声が掛かったが、自分が生まれ育った日本代表のユニフォームを着て世界大会に出場したいという思いから、大学3年次に日本国籍を取得した。
東京オリンピック日本代表として金メダルを獲得した功績をたたえ、2021年12月1日、大阪市西成区の西成郵便局前に記念のゴールドポスト（第17号）が設置された（ゴールドポストプロジェクト）。
漫才に詳しい。好きなお笑い芸人は和牛。

## 詳細情報

### 日本リーグ個人表彰
- 2018年 - ベストナイン賞（捕手）

### 背番号
- 25（2014 - 2018）
- 10（2019 - 2021）
- 32（2022 - 2023）
- 23（2024 - ）